# Episodi di The Good Doctor (quinta stagione)
La quinta stagione della serie televisiva The Good Doctor è composta da 18 episodi ed è stata trasmessa negli Stati Uniti d'America sul canale ABC, dal 27 settembre 2021 al 16 maggio 2022.
In Italia, la prima parte della stagione (episodi nº 1-7) è stata trasmessa in prima visione assoluta su Rai 2 dal 7 gennaio al 23 febbraio 2022; la seconda parte (episodi nº 8-18) è stata trasmessa in prima visione assoluta dal 20 aprile al 15 giugno 2022.
La quinta stagione della serie "The good doctor" diventó famosa sin dall'inizio attraendo un pubblico enorme.
| n° | Titolo originale        | Titolo italiano         | Prima TV USA      | Prima TV Italia  |
| -- | ----------------------- | ----------------------- | ----------------- | ---------------- |
| 1  | New Beginnings          | La festa di Lea e Shaun | 27 settembre 2021 | 7 gennaio 2022   |
| 2  | Piece of Cake           | Una fetta di torta      | 4 ottobre 2021    | 14 gennaio 2022  |
| 3  | Measure of Intelligence | Tempo di cambiamenti    | 11 ottobre 2021   | 21 gennaio 2022  |
| 4  | Rationality             | Razionalità             | 25 ottobre 2021   | 28 gennaio 2022  |
| 5  | Crazytown               | Strategie di gradimento | 1º novembre 2021  | 9 febbraio 2022  |
| 6  | One Heart               | Un cuore                | 15 novembre 2021  | 16 febbraio 2022 |
| 7  | Expired                 | Solo bugie              | 22 novembre 2021  | 23 febbraio 2022 |
| 8  | Rebellion               | Ribellione              | 28 febbraio 2022  | 20 aprile 2022   |
| 9  | Yippee Ki-Yay           | Cambiamenti in arrivo   | 7 marzo 2022      | 27 aprile 2022   |
| 10 | Cheat Day               | La rinascita            | 14 marzo 2022     | 4 maggio 2022    |
| 11 | The Family              | La famiglia             | 21 marzo 2022     | 11 maggio 2022   |
| 12 | Dry Spell               | Periodo di siccità      | 28 marzo 2022     | 18 maggio 2022   |
| 13 | Growing Pains           | Troppo dolore           | 4 aprile 2022     | 25 maggio 2022   |
| 14 | Potluck                 | Il rinfresco            | 11 aprile 2022    | 1º giugno 2022   |
| 15 | My Way                  | A modo mio              | 18 aprile 2022    | 9 giugno 2022    |
| 16 | The Shaun Show          | Lo show di Shaun        | 2 maggio 2022     | 9 giugno 2022    |
| 17 | The Lea Show            | Lo show di Lea          | 9 maggio 2022     | 15 giugno 2022   |
| 18 | Sons                    | Figli                   | 16 maggio 2022    | 15 giugno 2022   |

## La festa di Lea e Shaun
- Titolo originale: New Beginnings
- Diretto da: Mike Listo
- Scritto da: David Shore e Liz Friedman

### Trama
Come risultato di una tonsillectomia, Shaun, Park e Lim scoprono che sia il loro piccolo paziente, sia il suo fratellino di nome Jordan, hanno tumori riconducibili al cancro della cervice della madre. Mentre Jordan può aspettare per svolgere la procedura di rimozione del tumore alla gola, Sarah ha immediato bisogno di un'isterectomia. Quest’ultima rifiuta perché non ha nessuno su cui contare, fino a quando Park la convince a fare pace con suo fratello Nick. Tutti gli interventi vanno a buon fine. Lea, spaventata dalla paura di un possibile disastro durante il matrimonio con Shaun, organizza la loro festa di fidanzamento. La festa diventa un disastro quando un depresso Glassman propone un brindisi, ammettendo di essere stato lasciato dalla moglie. Shaun capisce che non può lasciare che Lea si faccia carico di tutto il peso della situazione, e promette di lavorare con lei nell'organizzazione del matrimonio. Mateo arriva in America dopo aver fatto cadere le accuse a suo carico e inizia una relazione romantica con Lim. La aiuta a ridurre le complicazioni con l'isterectomia di Sarah, e Lim gli offre un lavoro come strutturato indipendentemente dai desideri del consiglio di amministrazione dell'ospedale. Intanto, Andrews, Morgan, Jordan e Asher si occupano di Salen Morrison, una paziente della clinica i cui comportamenti bizzarri ostacolano i loro tentativi di curarla; si rendono conto che lo sta facendo di proposito. Dopo l'ennesima stravaganza, Andrews mostra le punte delle dita blu causate dal fenomeno di Raynaud. Salen ammette che stava simulando i sintomi della sua sclerodermia per testare lo staff del San Bonaventura, avendo avuto brutte esperienze con i dottori in passato. Glassman più tardi informa Lim che Salen ha comprato l'ospedale.
- Guest star: Rachel Bay Jones (Salen Morrison).
- Ascolti Italia: telespettatori 1.184.000 – share 4,90%[1]

## Una fetta di torta
- Titolo originale: Piece of Cake
- Diretto da: Tim Southam
- Scritto da: Tracy Taylor e David Hoselton

### Trama
Lo staff deve fare i conti con Salen e la sua compagnia Ethicure che ha acquistato l'ospedale e tratta i pazienti come clienti. Glassman, desiderando un cambiamento nella sua vita, considera di dimettersi e di iniziare un nuovo percorso, ma potrebbe accettare un accordo per continuare a lavorare per Salen a patto che lei raddoppi il budget del suo ambulatorio. Andrews, Jordan e Mateo trattano Madeline, una giovane donna a cui hanno diagnosticato un cancro terminale. Su suggerimento di Shaun e con il supporto di Lim, Mateo inizia una cura sperimentale con cellule T ingegnerizzate per addestrare il sistema immunitario della paziente a combatte il cancro. Andrews non condivide questa terapia visto gli insuccessi precedenti e viene rimosso dal caso. Madeline deve anche affrontare il ritorno della madre naturale che venne costretta a lasciarla per tornare nella sua terra natia ovvero il Camerun. Le due iniziano a riconciliarsi con l'incoraggiamento di Mateo, ma Salen punisce Lim e Mateo per aver dato priorità al caso di Madeline rispetto ai loro altri "clienti". Morgan e Park trattano Abby, una madre che è in prigione per aver assassinato il suo primo figlio Troy avvelenato con liquido antigelo. Si professa innocente e deve anche partorire essendo rimasta incinta prima di finire in prigione. Dopo aver partorito Maggie, Park la fa allattare al seno di Abby e poco dopo la bimba sviluppa gli stessi sintomi che caratterizzano un avvelenamento da antigelo confermato anche dagli esami. Morgan crede che la donna sia colpevole mentre Park è convinto che Abby sia innocente. Dopo l'interrogatorio improvvisato fatto ad Abby, sotto anestetici, Morgan cambia idea e aiuta Shaun e Park a scoprire che la bambina ha un disturbo metabolico genetico che viene aggravato dalla produzione di Acido propionico da parte di Abby, trasmesso con l'allattamento al seno. Maggie è salva e i dottori informano le autorità dell'innocenza di Abby. Shaun fatica a scegliere la torta nuziale mentre Lea fatica ad installare un nuovo sistema operativo. Shaun alla fine decide per una torta multistrato fatta con tutte le opzioni considerate mentre Lea convince Salen a farle programmare un sistema operativo migliore per l'ospedale. Tuttavia, alcuni dei cambiamenti dell'ospedale provocano in Shaun un sovraccarico sensoriale alla fine della giornata.
- Guest star: Rachel Bay Jones (Salen Morrison), Lyndon Smith (Abby Clemmis), Blessing Adedijo (Madeline Cross), Constance Ejuma (Esther), Elfina Luk (infermiera Villanueva).
- Ascolti Italia: telespettatori 1.201.000 – share 4,90%[2]

## Tempo di cambiamenti
- Titolo originale: Measure of Intelligence
- Diretto da: Anne Renton
- Scritto da: Adam Scott Weissman e Thomas L. Moran

### Trama
Shaun è preoccupato per i cambiamenti di Salen e così passa la notte a fare ricerche per farle cambiare idea e prepara anche gli inviti per il matrimonio. Shaun, Wolke, Jordan e Lim trattano un uomo che ha seri danni alla faccia dovuti a un incidente in bici. Necessita di un costoso triplo intervento che la sua assicurazione non copre totalmente. Andrews, Park e Mateo si occupano di una paziente a cui è stato impiantato un microchip sperimentale nella testa per eliminare le crisi epilettiche, durante un'operazione condotta da un altro dottore. La compagnia produttrice del chip vuole rimuoverlo perché il numero dei pazienti che ha ricevuto benefici è limitato e anche perché smette di fornire aggiornamenti al software, tipica decisione capitalistica. Lea deve spedire gli inviti per il matrimonio tra cui vi è anche quello per la madre di Shaun che decide di non inviare. Entrambi i team cercano di convincere Salen che vale la pena correre il rischio legato alle operazioni. Sia Lim, che Andrews vanno a casa del dottore Glassman per cercare aiuto ma lui, preso da varie attività, respinge le loro richieste. Anche Shaun si reca da lui che trova impegnato a pestare uva per fare il vino. Shaun lo rimprovera dicendogli che una volta gli piaceva fare il suo lavoro. Andrews convince Salen ad iniziare la procedura proposta da Mateo mentre Lim e il suo gruppo rivedono la loro operazione per ridurre i costi. Shaun si confronta con Salen riguardo ai tanti cambiamenti che lei ha portato all'ospedale, in particolare agli asciugamani e alle uniformi. Salen sorprendentemente accetta le richieste di Shaun. L'operazione della Lim viene eseguita con l'idea di Shaun di prelevare un innesto dalla spalla. Andrews esegue l'operazione che ha esito positivo. I dottori Allen e Walke hanno dei contrasti sul tema della religione. L'operazione di Lim va bene e questo porta Shaun, Lea, Allen e Walke a festeggiare al karaoke. Lea confessa a Shaun che non vuole sua madre al matrimonio e anche lui è d'accordo. Quando escono dall'ospedale, Lim e Mateo vedono un enorme cartellone pubblicitario che raffigura Shaun e parla di dottori "diversi".
- Guest star: Rachel Bay Jones (Salen Morrison).
- Ascolti Italia: telespettatori 1.145.000 – share 4,60%[3]

## Razionalità
- Titolo originale: Rationality
- Diretto da: David Straiton
- Scritto da: Peter Blake e Tristan Thai

### Trama
Shaun discute con Salen riguardo al cartellone. Tenta di convincere Salen a rimuovere il cartellone e accetta di pensarci su per 48 ore. Shaun, Andrews e Mateo curano Holly, una giovane ragazza il cui padre, Walt, le ha autodiagnosticato una miopatia viscerale. Holly viene operata per un'occlusione e i successivi esami dimostrano che Walt aveva ragione. Salen ordina alla squadra di trattarlo come un medico consulente, mettendolo in contrasto con Shaun che è sprezzante e scortese. Pur di evitare l'operazione di rimozione intestinale, Walt suggerisce un trattamento che non è efficace ma perfora l'intestino di Holly. Walt inizia a sparare idee senza senso e Shaun alla fine lo rimprovera alzando la voce. Di conseguenza, Andrews rimuove Shaun dal caso, ma riconosce che Shaun aveva ragione. Holly sta per essere operata e Shaun, mentre confessa a Lea le sue frustrazioni e i suoi errori, escogita la soluzione di inserire una sonda PEG come valvola di sfogo per alleviare la pressione, consentendo al trattamento suggerito da Walt di funzionare. L'operazione va a buon fine. Morgan e Park curano Gina, che ha un disperato bisogno di un trapianto di polmone. Gina sa di aver un paio di mesi di vita e chiede di poter parlare con il figlio che ha abbandonato da diciassette anni. Quando la possibilità di effettuare il trapianto di polmoni da un donatore sconosciuto sfuma, Morgan indica la possibilità di effettuare un trapianto da donatore vivente. Così Park e Morgan discutono se consentire o meno a Henry, figlio abbandonato, di diventare un donatore vivente contro la volontà espressa da Gina. Così Lim decide per il trapianto. Mentre discutono sull'operazione, Morgan rivela a Park di assumere trattamenti ormonali per congelare i suoi ovuli ed esprime dubbi sul fatto che sarebbe o meno una brava madre. Dopo l'operazione, Henry e Gina si riappacificano. Sebbene Park non sia sicuro della sua decisione, inizia ad aiutare Morgan a fare i trattamenti.
Su richiesta di Lea, Glassman interviene in favore di Shaun accettando di fare alcune interviste in cambio della rimozione del cartellone. Holly rivela di essere stata ispirata a cercare l'aiuto di Shaun dal cartellone pubblicitario. Questo porta Shaun a cambiare idea e invia una email a Salen in cui la invita a lasciare il cartellone cambiando solo la riga dei capelli. Salen prova a Glassman la decisione presa da Shaun. Al ritorno a casa, Glassman scopre che Lea ha riparato l'auto d'epoca su cui ha lavorato e parte per un viaggio.
- Guest star: Rachel Bay Jones (Salen Morrison), Jeremiah Birkett (Walt Taylor), Maria Nash (Holly Taylor), Jill Teed (Gina Campbell), Adam DiMarco (Henry Campbell), Elfina Luk (infermiera Villanueva).
- Ascolti Italia: telespettatori 1.215.000 – share 5,10%[4]

## Strategie di gradimento
- Titolo originale: Crazytown
- Diretto da: Rebecca Moline
- Scritto da: Sam Chanse e Jessica Grasl

### Trama
Shaun, Jordan e Park curano il signor Song, vittima di un crimine d'odio a cui è stato diagnosticato un tumore al cervello; dopo aver appreso che l'intervento chirurgico per rimuoverlo comporterà una paralisi parziale sul lato sinistro, il signor Song rifiuta le cure e i tentativi di Park e Jordan di convincerlo a cambiare idea con l'aiuto di sua figlia falliscono. Dopo che le condizioni del signor Song sono peggiorate, la schietta onestà di Shaun convince sua figlia ad approvare l'intervento chirurgico contro la sua volontà come sua tutrice medica. Il novantotto percento del tumore viene rimosso e il signor Song come già previsto ha la paralisi del braccio e gamba sinistra, ma accetta e rispetta la decisione di sua figlia che considera una donna forte. Lim e Asher curano Rosa, l'ex fidanzata di Mateo che è attualmente in Guatemala per una missione medica. Rosa è affetta da numerosi aneurismi venosi. Dopo l'intervento chirurgico e varie analisi, i dottori capiscono che è affetta da Displasia fibromuscolare che le causa gli aneurismi e le lesioni tromboemolizzanti e necessita di un altro intervento. Andrews in seguito trasferisce Rosa all'ospedale della contea per un intervento no-profit, convinta che Lim prenda decisioni sull'onda delle sue emozioni. Anche Asher tenta di convincere Lim a non rischiare la sua carriera per Mateo. Lim opera con successo su Rosa nell'altro ospedale, ma apprende il motivo del fallimento della relazione tra Mateo e Rosa che rispecchia la sua situazione attuale ovvero la sua partenza improvvisa e le sue chiamate ignorate. Decide di lasciarli un messaggio vocale in cui gli chiede di tornare solo per il lavoro e non per lei. Morgan tenta di convincere Park a elevarsi agli occhi della comunità medica, ma Park è felice della posizione raggiunta e si preoccupa dell'impatto delle ambizioni di Morgan sul loro futuro insieme. Shaun va a fare la prova smoking per il matrimonio insieme a Park, ma manca Glassman che sta continuando la sua vacanza. Dopo aver scoperto di avere il punteggio di approvazione più basso del dipartimento, Shaun tenta di migliorare i suoi punteggi senza successo. Lea in seguito cancella segretamente diverse recensioni che parlano male di Shaun, migliorando la sua valutazione. Salen chiede ad Andrews di uscire a cena e lui accetta.
- Guest star: Rachel Bay Jones (Salen Morrison), Francois Chau (Leonard Song), Jee Young Han (Emily Song).
- Ascolti Italia: telespettatori 1.093.000 – share 4,40%[5]

## Un cuore
- Titolo originale: One Heart
- Diretto da: Sarah Wayne Callies
- Scritto da: April Fitzsimmons e David Renaud

### Trama
Shaun, Asher e Lim curano Brandon, un giovane che a causa di una caduta subisce varie lesioni interne. Allo stesso tempo, Park tratta Ollie, un ragazzino che ha bisogno di un trapianto di cuore per sopravvivere. Così reputa che Brandon possa essere il donatore del cuore di cui ha bisogno. Di conseguenza, Park e Shaun si scontrano sulle rispettive convinzioni di salvare i propri pazienti con Shaun che arriva al punto di minacciare Park di denunciarlo per le pratica scorretta di parlare con il medico del paziente donatore. Shaun tenta un intervento per salvare Brandon, ovvero inserire degli Stent nelle arterie carotidee interne, che ha solo l'uno percento di riuscita. L'operazione va male a causa di un coagulo che non si scioglie con l'eparina e Park si arrabbia perché il tentativo fallito di Shaun rovina il cuore di Brandon. Dopo aver finalmente accettato che Brandon non può essere salvato, Shaun trova un modo per salvare il suo cuore usando, grazie al ricordo di un episodio di quando era uno studente in cui Glassman gli insegnò il ricamo per allenarsi con le suture, una particolare tecnica di punti di sutura per trattare le valvole del muscolo cardiaco come vasi sanguigni. Ottenuto il consenso del padre di Brandon, Ollie viene salvato insieme ad altre sessantadue persone grazie agli organi di Brandon. Morgan cura Nira che ha un tumore dietro l'occhio. Nira ha disponibilità economica per diventare una donatrice per la clinica dell'ospedale creata da Glassman. Morgan coglie l'occasione per le sue ambizioni. Infatti ha un accordo con Salen che le permette di diventare il nuovo capo della clinica, sostituendo Glassman, se prenderà la giusta decisione fra mantenere i costi bassi dell'intervento di Nira e un buon risultato per la paziente. Morgan, per rendere redditizio l'intervento, è costretta a utilizzare una procedura meno costosa che consente di preservare solo il cinquanta per cento della vista di Nira, nonostante avesse escogitato un altro tipo di intervento che poteva salvare il cento percento della vista usando la radioterapia a fasci di protoni usando un sincrotone. La scelta fatta sembra perseguitarla nonostante la promozione ricevuta. Andrews inizia una relazione con Salen mentre Lea visita Glassman in Paradise, Montana. Quest'ultimo si rifiuta di tornare e di aiutarla con le cancellazioni dei giudizi che ha fatto per aiutare Shaun. Inoltre rassicura Lea che è pronta a sposare Shaun e che non hanno bisogno di lui. Shaun e Park si riappacificano ricucendo la loro amicizia. La relazione tesa di Brandon con suo padre ricorda ad Asher la sua situazione con suo padre; di conseguenza Asher legge una lettera che suo padre gli aveva inviato ben cinque anni fa.
- Guest star: Rachel Bay Jones (Salen Morrison), Derek Webster (Ed), Crystle Lightning (Val), Shalev Snitz (Ollie), Patricia Issac (Nira).
- Ascolti Italia: telespettatori 1.129.000 – share 4,70%[6]

## Solo bugie
- Titolo originale: Expired
- Diretto da: Mike Listo
- Scritto da: Jim Adler e Mark Rozeman

### Trama
Glassman riceve una visita a sorpresa dalla sua ex moglie, Ilana Reeves, che vuole che dia un'occhiata al suo nuovo marito, Sunil, che ha la demenza da corpi di Lewy. Dalle analisi fatte da Glassman, Park e Reznik si comprende che è affetto da un tumore che è vicino alla guaina carotidea. Glassman, famoso per effettuare interventi difficili, decide di rinunciare nonostante Ilana cerchi di convincerlo in tutti i modi. Quando lo perdona per la morte della figlia e gli consiglia di rimanere a San Jose per Shaun, nonostante sia ancora titubante, decide di provare l'intervento. Glassman decide di operare su Sunil e rimuove il suo tumore con successo. Ilana ringrazia Glassman e gli consiglia di aver ancora bisogno di Shaun. Dopo aver cercato una chiesa per un luogo di nozze, Shaun e Lea si imbattono in un incidente con più veicoli tra cui una donna incinta a cui Shaun deve fare una Pericardiocentesi con strumenti di fortuna. Al St. Bonaventure, Shaun, Allen e Lim curano Alma Garcia, la donna coinvolta nell'incidente, che è incinta di 26 settimane. Alma deve scegliere se mettere a rischio la bambina con una nascita prematura o rischiare di non camminare più. La situazione precipita ed è costretta a partorire chirurgicamente, ma la bambina ha una cardiopatia congenita e serve una PGE che viene somministrata. Le cose non migliorano perché tale farmaco è scaduto così come tutto il lotto. Nonostante Shaun improvvisi usando dieci fiale di alprostadil, usato per disfunzione erettile ma che contiene pge, la bambina muore per mancanza di ossigeno. Lim affronta Salen sulla questione del lotto di farmaco scaduto, ma lei le consiglia di agire con "discrezione" fino a quando un'indagine non chiarirà ciò che è successo. Shaun ha un esaurimento nervoso a causa della medicina scaduta e al fatto che Lea abbia cancellato le sue recensioni negative contro la sua volontà, ed è confortato da Glassman.
- Guest star: Rachel Bay Jones (Salen Morrison), Ann Cusack (Ilana Reeves), Natalee Linez (Alma).
- Ascolti Italia: telespettatori 1.257.000 – share 5,20%[7]

## Ribellione
- Titolo originale: Rebellion
- Diretto da: Gary Hawes
- Scritto da: Thomas L. Moran

### Trama
Salen inizia a mettere in atto la sua strategia per coprire i suoi errori che hanno portato alla morte della bambina. Così dà un cospicuo risarcimento alla madre facendole firmare un modulo di consenso mentre spinge il farmacista Fremes a dimettersi e gli fa firmare un accordo di riservatezza. Lim decide di combatterla e tenta di aprire un caso giuridico contro di lei, scoprendo che l'ospedale non è stato ancora completamente rilevato da Salen. Riesce a convincere sia Fremes che il procuratore. Ma il primo si tira indietro per codardia mentre la seconda decide di non procedere con l'istruttoria. Ovviamente Lim viene stoppata dall'intervento di Salen che in seguito la minaccia dicendole che si ricorderà del suo tradimento per colpirla alle spalle. Morgan, Andrews, Asher e Jordan curano una giovane Candace Williams, che in precedenza ha subito un intervento chirurgico di lifting al fondoschiena in Brasile per modificare il suo corpo a causa della sua obesità e sta soffrendo per degli ascessi. I medici cercano di farle cambiare idea poiché le sue condizioni implicano un elevato rischio tra cui anche la necrosi. Candice vuole fare l'intervento e spinge Morgan a trovare una soluzione. Durante l'intervento, riescono a rimuovere i coaguli di grasso nel suo corpo che hanno iniziato a diffondersi fino ad arrivare al cuore e ad altri organi vitali. Per fortuna l'operazione riesce. Lim, Shaun e Park trattano Phil Hall, che si è schiantato con la sua auto contro un albero da ubriaco fracido dopo essere stato respinto da una sua amica. Phil necessita di alcuni interventi per sistemare la frattura della sua gamba. L'operazione va bene. Shaun si ritrova incapace di perdonare Lea e tenta di evitarla. Sia lei che Glassman tentano di convincerlo a darle una seconda possibilità, cosa che alla fine fa Shaun, ma la rovina tirando fuori il fatto di essere stato respinto da Lea, in passato, per via del suo DSA, cosa che la sconvolge di nuovo. Lea, furibonda, decide di trasferirsi e di non sposarsi.
- Guest star: Rachel Bay Jones (Salen Morrison), Roberta Valderrama (Candace Wiliams), Charley Koontz (Phil Hall), Adam Greydon Reid (dottore Fremes).
- Ascolti Italia: telespettatori 1.019.000 – share 4,30%[8]

## Cambiamenti in arrivo
- Titolo originale: Yippee Ki-Yay
- Diretto da: Dinh Thai
- Scritto da: David Hoselton e Adam Scott Weissman

### Trama
Lea si trova a dormire sul divano di Jordan che implora Shaun di lasciar perdere il passato e guardare avanti. Lim viene retrocessa dal suo ruolo di primario della chirurgia e viene sostituita da Andrews. Riceve un'offerta di lavoro dal San Jose General. Nonostante tutti le consiglino di accettare, lei rifiuta e arruola alcuni degli altri medici per aiutarla a sconfiggere Salen. Park e Glassman accettano entrambi di partecipare mentre Shaun, Jordan e Morgan rifiutano. Shaun, Jordan e Andrews si occupano di Nelly Dunn, una cantante pop che è costretta a usare un dispositivo elettronico per parlare poiché ha perso l'uso delle corde vocali a causa di un incidente indotto da sua sorella. Shaun percepisce una vibrazione alle carotidi e Andrews prescrive un'angiografia. L'esame indica che la carotide esterna sinistra è stenotica. Sebbene Shaun, cerchi di convincere sia lei che Andrews che l'intervento chirurgico per ripristinare la voce è troppo pericoloso perché i rischi vanno dalla necrosi fino alla morte, si decide di farlo comunque. Durante l'intervento inizia un violento sanguinamento che i medici non riescono a fermare. Quando pensano sia spacciata, lei sopravvive per merito del suo incredibile fattore di coagulazione. Morgan, Park e Lim trattano Joe, un ex preside scolastico che ha lasciato il lavoro per prendersi cura di Cody, suo figlio con la sindrome di Kabuki. Purtroppo ha un legamento ossificato e, per il bene di Cody, Joe decide di sottoporsi a un intervento chirurgico che, in caso di successo, ripristinerebbe l'uso del suo braccio ma ha anche molti rischi. L'intervento va male perché purtroppo lo lascia paraplegico. Cody ha un attacco di panico, che lo porta ad essere ricoverato in terapia intensiva. Purtroppo date le condizioni i due si dovranno separare. Morgan nota che ha un difetto agli occhi e decide di sottoporlo ad una TAC. Si scopre che Cody ha un piccolo tumore al pancreas. Chiedono l'approvazione di Joe per fare l'intervento, nonostante sia all'inizio reticente per via della sua situazione, concede l'autorizzazione. Durante l'operazione il tumore viene rimosso e questo consente a Cody di camminare. Shaun e Lea si riconciliano e continuano la loro relazione. Disgustato dal modo in cui Salen ha cambiato Andrews in peggio, Shaun si licenzia piuttosto che permetterle di influenzarlo facendolo diventare un cattivo medico.
- Guest star: Rachel Bay Jones (Salen Morrison), David Marciano (Joe), Matthew Horner (Cody), AJ Michalka (Nelly Dunn), Aly Michalka (Lexi Dunn).
- Ascolti Italia: telespettatori 1.064.000 – share 4,60%[9]

## La rinascita
- Titolo originale: Cheat Day
- Diretto da: Mike Listo
- Scritto da: Peter Blake e Tracy Taylor

### Trama
Glassman e Lea incoraggiano Shaun a continuare a lavorare per proteggere la sua carriera, cosa che fa, giurando di concentrarsi sulla medicina. Tornato al lavoro, Shaun assiste Morgan e Park con un uomo che si è fatto male alla testa. Shaun pensa sia un encefalite ma al paziente spunta un rush cutaneo alla schiena, quindi continua a indagare. Poi subentrano gli occhi gialli e Shaun chiede di fare una Tac. Scoprono che soffre di cancro a causa di un fegato donato dal suo amico. Purtroppo L'unica opzione è fare un intervento per asportare il tumore più grande ed chemioembolizzare gli altri più piccoli. Questo gli garantisce soltanto otto mesi in più di vita. Salen scopre il piano di Lim e dei suoi colleghi. Così si presenta nell'appartamento di Lim e licenzia immediatamente lei, Glassman e Lea e li minaccia di rovinare le loro carriere per gli errori commessi. Inoltre impone a Asher e Park di tornare al lavoro. Asher, Andrews e Jordan curano Grace, madre surrogata, che sta avendo complicazioni durante la gravidanza. Si scopre che ha un tumore. Grace vuole salvare il bambino e rifiuta di abortire e decide per la chemio. Nel frattempo le cose si complicano e deve per forza sottoporsi a un intervento chirurgico basato su una citoriduzione. La situazione si complica e Asher suggerisce un'isterectomia d'emergenza. Jordan suggerisce di andare in profondità e di fermare l'emorragia e Asher di suturare con tre strati di punti. Procedono con questa opzione che potrebbe salvare sia lei che il bambino. L'intervento riesce perfettamente. Shaun decide di unirsi alla ribellione di Lim e di tenere un discorso alla conferenza degli investitori del fondo pensionistico. Salen confida ad Andrews che intende licenziare il consiglio dell'ospedale dopo la conferenza sull'acquisizione.
Anche Morgan decide di unirsi alla causa rivelando il suo errore fatto con Nira, la paziente che ha subito un deficit alla vista poiché le ha consigliato un intervento sicuro per ottenere il posto di capo della clinica. Tuttavia, durante la riunione per la conferenza, Andrews decide di consegnarle una relazione con i suoi errori, commessi in passato, dove anche lei è coinvolta. Così firma per non completare il passaggio e per lasciare St. Bonaventure evitando che quei dettagli vengano resi pubblici. Andrews diventa il presidente dell'ospedale e reintegra l'ex personale.
Morgan rivela a Park di aver inviato la sua relazione anche a Nira per metterla al corrente della verità.
- Guest star: Rachel Bay Jones (Salen Morrison).
- Ascolti Italia: telespettatori 1.220.000 – share 6,10%[10]

## La famiglia
- Titolo originale: The Family
- Diretto da: Mina Shum
- Scritto da: David Renaud e Jessica Grasl

### Trama
Andrews reintegra Lim come capo della chirurgia, ma è costretto a chiudere la clinica all'indomani della rivelazione di Morgan a Nira, visto che quest'ultima aveva commissionato al St. Jose Bonaventure il piano sanitario della sua azienda. La famiglia Liu arriva in ospedale dopo aver subito un grave incidente d'auto, costringendo Lim, Andrews e Glassman a lavorare insieme per salvare i genitori. Lim e Park si occupano del padre mentre Glassman e Asher di Elaine. I primi chiedono l'aiuto di Andrews per salvare il braccio poiché hanno amputato la gamba, i secondi chiedono l'aiuto di Lim per intervenire sul cuore." Tuttavia, i tre medici discutono a causa della loro rabbia reciproca per come hanno gestito la situazione di Salen; i tre alla fine si riconciliano e si uniscono per salvare la vita di Elaine Liu. Così sistemano il cuore, il cervello e il collo. Shaun tratta Isla Liu che rischia il dissanguamento interno e così Shaun deve monitorarla. Park indica a Shaun di fare un'embolizzazione vascolare per riparare la sua arteria polmonare. La piccola si lega a lui e Shaun si apre con Isla sulla figlia morta che ancora non era nata, il tutto mentre la conforta. Jordan dice a Isla che il padre è salvo ma la piccola non vuole vederlo. Lei si sente in colpa perché faceva i capricci in auto e il padre ha perso il controllo dell'auto. Shaun le racconta della morte di Steve e le dice che non è sua la responsabilità. Quando Isla prende coscienza, Shaun è costretto ad effettuare una toracotomia solo con l'aiuto di Jordan e riesce a stabilizzare Isla fino a quando Andrews non può subentrare. Per fortuna l'intervento riesce. Morgan lavora per diventare una persona migliore prima di trovare un modo per salvare la clinica restituendola a Glassman. La sua idea implica servizi per anziani usando Medicare, riconoscendo che non è ancora pronta per la responsabilità di dirigerla. Shaun e Lea decidono di posticipare il loro matrimonio per il momento e per questo consegnano quello che definiscono disinvito, ma Shaun fa a Lea un anello segnaposto, ispirato a quello che il padre di Isla le aveva fatto, chiedendole di sposarlo. Alla fine della giornata, Andrews, Lim e Glassman condividono un drink insieme mentre Shaun rimane riluttante a stabilire legami personali con i suoi pazienti nonostante il legame con Isla.
- Ascolti Italia: telespettatori 981.000 – share 4,40%[11]

## Periodo di siccità
- Titolo originale: Dry Spell
- Diretto da: Bosede Williams
- Scritto da: April Fitzsimmons e Sam Chanse

### Trama
Shaun scopre Lea a masturbarsi e le chiede se vuole fare sesso, ma lei rifiuta. Shaun è preoccupato perché non fanno sesso da nove giorni. Inizia a chiedere consigli a tutti i colleghi tra cui anche Glassman. Ma durante la loro chiacchierata vengono interrotti da infermieri, dottori che chiedono a Glassman aiuto per cose di cui dovrebbe occuparsi Andrews. I due si parlano anche per via di una partita di softball che Glassman sta organizzando. Shaun prepara un massaggio per Lea che ottiene l'effetto di farla rilassare troppo perché si addormenta. Glassman convince Andrews di giocare come interbase alla partita per creare un rapporto con i dipendenti dell'ospedale. Suggerisce il sesso programmato che a Lea non piace perché era il metodo dei suoi genitori. Durante la partita di softball Andrews ascolta le proposte dei suoi dipendenti mentre Sahun e Lea si defilano per andare a casa a fare sesso. Lim, Park e Asher si occupano di Mariel, una fotografa. Dalla Tac risulta abbia un cancro al polmone. Mariel rivela al compagno, Isaac, che l'assicurazione non gli è stata rinnovata perché è clandestina. Tra l'altro i due si devono sposare. Il compagno è adirato e se ne va. Durante una biopsia scoprono che ha un fungo che provoca la cosiddetta febbre della valle e usano una terapia con antimicotico amfotericina B che ha molte controindicazioni. Asher e l'infermiere Jerome litigano per il comportamento del primo sul caso di Mariel. Quest'ultima ha un collasso del polmone e per questo deve essere operata d'urgenza. Il fungo sta distruggendo i reni e per questo, dopo aver fatto un altro ciclo di antimicotico, dovranno rimuoverlo. Mariel e Isaac si riappacificano. Il secondo intervento di Mariel va bene poiché i medici riescono a rimuovere il nodulo. Jerome chiede a Asher di uscire insieme per una cena. Morgan, Jordan e Shaun si occupano di Brenna che deve operarsi di emorroidi ma non vuole perché vuole incontrare Victor, un vecchio amico glaciologo del college, con cui prevede di perdere la verginità. Jordan suggerisce di farle fare sesso in ospedale e Shaun l'appoggia visto che non è vietato dai regolamenti ospedalieri. Victor e Brenna fanno sesso, ma rimangono incastrati per effetto del vaginismo. Brenna si sottopone all'intervento e riceve l'invito di Victor di andare a San Francisco per una conferenza sui microbi polari.
- Guest star: Donna Lynne Champlin (Brenna), America Campbell (Mariel), Cole Vigue (Isaac), Giacomo Baessato (Jerome), Elfina Luk (infermiera Villanueva.)
- Ascolti Italia: telespettatori 1.047.000 – share 5,10%[12]

## Troppo dolore
- Titolo originale: Growing Pains
- Di Diretto da: Cayman Grant
- Scritto da: Jim Adler

### Trama
Morgan propone a Park di andare a vivere insieme e di trovare una casa. Park rifiuta tutte le abitazioni che Morgan gli propone. Ammette che il problema è la sua scarsa disponibilità economica. Cosi decide di mettere da parte l'orgoglio e accettare l'offerta di Morgan che pagherà i costi. Shaun, Asher e Lim si occupano di Trent, un diciassettenne che fa biohacking, ovvero installa microchip sotto la sua pelle. Dalla Tac il giovane ha un'erosione ossea marginale e rischia di perdere il dito per un'infezione. Shaun dice a Trent che deve rimuovere l'impianto, ma lui non vuole rimuovere anche gli altri come chiede sua madre. Ha un collasso e così gli impianti vengono rimossi. La madre di Trent chiede a Shaun di parlare col figlio per dissuaderlo da ripetere l'errore, ma lui si rifiuta. Jordan e Lea lavorano ad un progetto di diagnostica. La Lim obbliga Shaun a ricordare a Trent i rischi di continuare nel suo intento. Così, Shaun parla con lui che ha un forte dolore al polso. La funzionalità del polso è compromessa e Trent se la prende con la madre che gli rivela la verità sul padre ovvero che è stato lui ad andarsene. Shaun trova una soluzione cioè un intervento sperimentale di artroplastica che innesti un impianto per recuperare la funzionalità. La madre però non gli dà il consenso. Shaun riesce a farli confrontare e a far sì che si chiariscano. La madre dà il consenso all'intervento. L'esito è positivo. Aron, Morgan e Jordan si occupano di Kaila Queen, una paziente affetta da depressione e dolore cronico da cinque anni. Aron si decide, convinto da Morgan, ad operarla con un intervento di cingulotomia che distrugga le lesioni del cervello. Questa operazione può comportare la perdita di creatività, capacità importante per Kaila visto che è ricca grazie al business dei suoi elastici per capelli. Justin, il fratello di Kaila, ferma l'operazione visto che è il suo tutore legale da quando Kaila è diventata tossicodipendente e alcolista ed è stata anche arrestata. Morgan convince Justin a fare una risonanza per dimostragli che l'operazione è fattibile. Durante l'esame Kaila ritorna a sentire dolore. Morgan chiede aiuto a Aron per convincere Justin. Lui le dà un ottimo consiglio. Morgan, Justin e Kaila discutono e quest'ultima aggredisce il fratello ferendolo ad un braccio. Justin e Kaila si chiariscono e i dottori possono fare l'operazione. L'esito è positivo visto che Kaila non sente più il dolore. Shaun si ritrova Jordan a casa e questo gli dà fastidio. Così fa una lista di regole tra cui il divieto del contatto visivo e ricorda a Jordan che fa parte della sua tribù.
- Ascolti Italia: telespettatori 944.000 – share 4,50%[13]

## Il rinfresco
- Titolo originale: Potluck
- Diretto da: Rebecca Moline
- Scritto da: Mark Rozeman

### Trama
In ospedale si organizza un rinfresco con cibo portato un po' da tutti. A Shaun non piace nessuna delle pietanze e Lea gli dice di far finta mettendo nel suo piatto qualcosa. Morgan chiede a Park di disfarsi della sua vecchia poltrona. Nel frattempo Shaun risolve il suo problema con il cibo poiché viene chiamato a occuparsi di Jake Caan che ha un alluce mozzato da un macete poiché la compagna credeva ci fosse un serpente nella loro tenda da campeggio. Shaun è felice perché potrà operarlo e riattaccare l'alluce. Dopo il rinfresco in ospedale, la maggior parte del personale inizia a comportarsi in modo strano, lasciando Glassman, Shaun, Morgan e Jordan al comando. Quindi sono costretti a fare tutto il lavoro con un numero insufficiente di operatori specializzati e contemporaneamente devono comprendere quale alimento ha causato questa situazione. I modi diversi di occuparsi dei pazienti di Shaun e Glassman li fanno scontrare. Durante questo periodo, Asher diventa insicuro quando Jerome non vuole che incontri i suoi amici del college, Park è preoccupato che lui e Morgan siano troppo opposti, Lim ha allucinazioni sui serpenti e Andrews crede di essere Spider-Man. Shaun comprende che un paziente ha la milza vagante e deve essere operato. Morgan, Lea e Asher alla fine si rendono conto che lo sformato di patate di Asher e Jerome ha causato il pandemonio. Nel frattempo, Park si sente male. Jordan suggerisce a Glassman che sia lui che Shaun potrebbero imparare molto dai rispettivi metodi. Asher e Jerome avevano accidentalmente usato dei funghi allucinogeni per la loro pietanza. Questo consente a Park di essere operato all'appendicite. Morgan insiste perché Jordan faccia l'intervento subito visto che Shaun e Glassman si apprestano a fare un altro intervento. Durante tale operazione chirurgica, Glassman dà a Shaun la guida dopo aver escogitato una soluzione innovativa per salvare il loro paziente mentre Jordan esegue il suo primo intervento chirurgico in solitaria facendo un'appendicectomia d'urgenza a Park. Alla fine, Morgan e Park trovano una soluzione alla loro discussione sulla sua poltrona, ma Morgan tiene per sé le precedenti preoccupazioni di Park sulla loro relazione. Jerome ammette che ha paura di mostrare ad Asher il suo lato meno serio mentre Asher vuole imparare a divertirsi avendo vissuto una vita rigida nel mondo ortodosso. Andrews e Lim si aprono l'un l'altro e in seguito guardano Spider-Man 2 insieme.
- Ascolti Italia: telespettatori 957.000 – share 5,00%[14]

## A modo mio
- Titolo originale: My Way
- Diretto da: Aaron Rottinghaus
- Scritto da: Adam Scott Weissman e Tristan Thai

### Trama
Lea spegne ripetutamente la sveglia e Shaun, non riuscendo a dormire, la disattiva. Morgan, Andrews, Park e Asher curano Kevin, un ragazzo che è stato pestato nella comunità dove risiede. Lea e Jordan hanno terminato il prototipo del loro device e decidono di coinvolgere Glassman. Quest'ultimo decide di sostenerle nella ricerca di investitori ma vuole entrare nell'affare. Jordan non è molto entusiasta della cosa. Kevin è stato pestato già altre volte come dimostra la tac. Ha bisogno di un intervento ricostruttivo alla faccia e alle costole. Kevin è molto bravo a disegnare nonostante sia dislessico anche Andrews lo è e cerca di incoraggiarlo ad aprirsi. L'intervento va bene e Kevin potrà essere dimesso l'indomani. Così sì ferisce strappando le suture per rimane in ospedale. Andrews rimedia al danno e Kevin racconta che cinque bulli lo sottopongono ad un gioco chiamato Happy hour, in cui se legge una parola correttamente viene premiato altrimenti viene picchiato. Andrews tenta di aiutare Kevin trovandogli una casa e ci riesce ma dovrà aspettare una settimana. Così Andrews allunga il periodo di degenza in ospedale con un falso problema. Lim e Shaun hanno in cura Joan, una importante ricercatrice che è costretta dentro un polmone d'acciaio. Ad occuparsi di lei c'è sua nipote nonché coinqulina Sophie, famosa documentarista. Purtroppo il polmone sì rompe e Lea deve ripararlo. Lea fa un tentativo ma sì rompe la trasmissione e servono parti di ricambio che non sono più prodotte dagli anni '50. Sophie e Lea sì mettono in viaggio per recuperare una trasmissione della chevrolet del 38. Il proprietario sì fa convincere a vendere la trasmissione, così Lea aggiusta il polmone. Sophie propone a Shaun e Lea di sposarsi in un reality che sta producendo e saranno sovvenzionati con 150000 dollari ma Joan sì sente male e devono operarla. Purtroppo il polmone è in pessimo stato e Shaun vuole sostituire il polmone d'acciaio con una corazza a ventilazione bifasica dopo aver rinforzato le vertebre frammentate con cemento in un intervento di cifoplastica. Joan non vuole fare l'operazione e morirà tra pochi mesi. Così Lea e Sophie mostrano a Joan le persone che ha aiutato con la sua battaglia e il suo coraggio. Joan sì convince a operarsi e l'intervento riesce perfettamente. Shaun regala a Lea una sveglia da polso per rimediare al problema. Glassman intende rinnovare il prodotto aggiungendo nuove funzioni ma Lea lo rimprovera per il comportamento autoritario. Anche Morgan fa lo stesso e gli consiglia di stare zitto e ascoltare. Jordan capisce i consigli di Glassman e così ha l'idea di fare un set con più sensori per diversi usi. Lea e Shaun decidono di accettare la proposta di Sophie e si sposeranno facendo il reality show.
- Ascolti Italia: telespettatori 992.000 – share 5,40%[15]

## Lo Show di Shaun
- Titolo originale: The Shaun Show
- Diretto da: David Straiton
- Scritto da: Tracy Taylor

### Trama
Una troupe cinematografica segue Shaun e Lea in giro e lui racconta del rifiuto di lei la prima volta che le ha chiesto di fidanzarsi. Shaun e Park vengono testati per vedere se sono preparati o meno a diventare medici, per questo entrambi assumono il ruolo di medici in casi chirurgici separati e quindi vengono valutati sulla loro performance. Un incendio lascia Shaun a curare Dana Bradley per ustioni facciali. L'operazione va bene ma Dana inizia ad avere forti dolori oltre ad un edema e gonfiore nei punti di ancoraggio degli innesti cutanei. Rivedendo il caso, Jordan ha saltato un controllo e Shaun crede sia questo l'errore. Jordan ricontrolla e comprende che non è stata lei a creare l'edema. Shaun chiede di vedere le riprese di Sophie e comprende di aver commesso un errore durante lo sbrigliamento di Dana, peggiorando le sue condizioni poiché le ustioni sono di terzo grado e doveva sbrigliare di più. Shaun è ossessionato dal suo errore mentre Dana e sua figlia lottano entrambe per accettare la realtà del suo viso deformato. Shaun vuole operare subito ma Jordan cerca di convincerlo ad aspettare per farla riprendere psicologicamente. Shaun decide di operarla e chiede consigli a Glassman. Quest'ultimo gli dice che non può essere sempre perfetto in ogni momento perché non accade per nessuno. Lea discute con Sophie per il modo in cui intende rappresentare Shaun nello show. Shopie dice a Shaun che non userà le riprese dell'errore. Sophie racconta a Dana la sua storia per infonderle coraggio sulla reazione avuta dalla figlia. Jordan convince la piccola che l'amore di sua madre e i suoi abbracci sono sempre gli stessi. Shaun e Jordan correggono con successo l'errore, inoltre permette a Sophie di mantenere il filmato dopo che Jordan gli ha detto che il suo errore aumenta solo il suo rispetto per lui. Inoltre, Dana e sua figlia sì abbracciano. Park deve curare Grant Ferlin, un vigile del fuoco, per una colonna vertebrale fratturata. Così Park vuole provare con un intervento laterale e una gabbia per avere accesso alla colonna ma le controindicazioni sono molte. Grant rifiuta una fusione spinale poiché metterebbe fine alla sua carriera. Dopo essersi esercitato e aver fallito troppe volte, Park chiede l'aiuto di Lim per eseguire la soluzione chirurgica alternativa, ma alla fine è costretto ad effettuare la fusione spinale quando le condizioni di Grant peggiorano. Sia Grant che Park sono sconvolti dall'esito. Dopo aver avuto diversi problemi come ritardi, turni saltati, telefonate personali, l'infermiera Villanueva ammette a Lim di essere vittima di violenza domestica. Lim promette di aiutarla. Lo staff organizza una festa per Shaun e Lea in cui Claire fa un'apparizione a sorpresa per cantare per loro.
- Guest star: Hollis Jane Andrews (Sophie), Elfina Luk (infermiera Villanueva), April Cameron (infermiera Hawks), Antonia Thomas (Claire Browne).
- Ascolti Italia: telespettatori 986.000 – share 6,00%[15]

## Lo Show di Lea
- Titolo originale: The Lea Show
- Diretto da: Steven DePaul
- Scritto da: David Hoselton e David Renaud

### Trama
Shaun prepara i pancake per Lea, Claire e Lim. Claire annuncia che le hanno offerto di dirigere la chirurgia in Guatemala e ha anche portato un paziente di nome Lucio affetto da tumore ai reni. La Lim deve affrontare un errore dell'infermiera Villanueva che mette a rischio un paziente. Morgan ha acquistato il regalo per Shaun e Lea ed è una macchina per il pane che non piace a Park. La Lim crede che Claire non possa farcela per il ruolo che le hanno offerto per via del suo lato emotivo. La risonanza di Lucio mostra anche un tumore al cuore e al cervello. I medici si dividono in tre squadre: la squadra cervello formata da Glassman, Claire e Shaun, la squadra cuore formata da Lim e Asher mentre la squadra reni da Andrews e Park e come supervisore ci sarà Claire. Lea e Jordan si recano alla spa dopo aver scelto il tema eleganza raffinata per il matrimonio. Claire promuove la Lim alla squadra cervello perché decide di usare inibitori MTOR per controllare il tumore al cuore. La Lim parla con Villanueva e le da un numero di una casa rifugio per donne vittime di violenza. Claire decide di operare prima i reni e l'indomani il cervello. Nel frattempo, Lea ha scelto l'abito per il matrimonio. Durante l'operazione di Lucio, Morgan e Park discutono sul regalo ma avviene una grossa emorragia che Claire riesce a controllare salvando il rene. La Lim dice a Claire che ha preso la decisione sbagliata su operare prima i reni mentre Claire le dice di essere diventata un po' troppo severa. Villanueva consegna le sue dimissioni alla Lim perché non è riuscita a chiamare il numero che le ha dato. A Shaun non piace lo smoking per il matrimonio. Lucio ha una crisi per via di un coagulo che ostruisce il ventricolo cerebrale, unico accesso per il tumore. Shaun crede che Lucio morirà. Per l'addio al celibato, Shaun viene portato in un club di spogliarelliste e, guardando l'insegna, ha la soluzione al caso di Lucio: terapia a laser fototermico intermittente. Così lui e Claire tornano in ospedale per operare Lucio. Il tumore al cervello viene rimosso con successo. Claire racconta a Shaun che è felice per lui ma anche triste perché le manca. Il giorno del matrimonio, la Lim parla con Villanueva e rifiuta le sue dimissioni e le offre ospitalità presso la sua casa mentre Lea parla con Shaun e decidono di non sposarsi così perché non li rappresenta. Lim dice a Claire di accettare il lavoro perché sarebbe un primario fantastico.
- Guest star: Hollis Jane Andrews (Sophie), Antonia Thomas (Claire Browne).
- Ascolti Italia: telespettatori 1.027.000 – share 5,90%[16]

## Figli
- Titolo originale: Sons
- Diretto da: Steven DePaul
- Scritto da: Jessica Grasl e Nathalie Touboul

### Trama
Lea e Shaun fanno una falsa luna di miele e lui ha l'idea di prenotare per sposarsi il giorno stesso al municipio. In ospedale arrivano Yosel e Myriam, il padre e la madre di Asher che vogliono parlare con lui. Park e Morgan curano Steph, una giovane donna, paralizzata da un ictus anni prima ma che ha ancora la funzionalità di tre dita. Deve fare un'operazione di decorticazione per eliminare del tessuto cicatriziale al polmone per risolvere i suoi problemi di respirazione. Yosel ha un cancro ai polmoni e ha un anno di vita e cercano l'aiuto di suo figlio per tentare di salvarlo. Morgan ha un colloquio con il New York Medical Center, nel mentre Lea e Shaun restituiscono i regali secondo il galateo. Asher chiama Shaun per fargli visitare il padre e capire gli esami da fare. Steph viene operata ma perde l'uso delle dita della mano destra che ancora funzionavano. La tac di Yosel mostra che il cancro e cresciuto e che c'è versamento pleurico con collasso del polmone quindi devono fargli un'embolizzazione. La soluzione per Steph è un sistema che le permetterà di comunicare che non piace a Morgan. Quest'ultima ha fatto il colloquio ed è andato bene. Lea apre il regalo di Jordan che è la foto dell'abito da matrimonio che aveva scartato. Durante l'operazione di Yosel si scopre che ha un'effusione pleurica maligna che gli lascia poche settimane di vita. A Morgan viene l'idea di utilizzare un dispositivo collegato al cervello tramite degli elettrodi che codificheranno le onde cerebrali di Steph per consentirle di comunicare. L'idea non piace Park e la Lim impone di proporlo a Steph che deciderà cosa fare. Yosel saputo delle sue condizioni decide di festeggiare lo shabbat, il giorno del riposo. Myriam chiede a Asher di recitare la preghiera del malato ma si rifiuta e bacia Jerome affermando ciò che lui è. Shaun propone un trattamento che potrebbe dare a Yosel fino a un anno con un talcaggio che impedirà di perdere fluido per poi iniziare una terapia sperimentale. Yosel accetta solo per amore di Myriam. Steph si sottopone all'intervento per inserire gli elettrodi mentre Lea programma il dispositivo con la voce di Steph presa da vecchi video. Jordan rimprovera Asher per non aver capito che suo padre è venuto per lui e non per una cura miracolosa. Shaun chiede consiglio a Glassman per i segnali contrastanti che riceve da Lea. Asher e Myriam litigano furiosamente finché lui non le fa capire che lei non vuole che Yosel muoia perché lo ama ma le dice anche che deve fare suo il dolore della perdita per risparmiargli ulteriori sofferenze e di onorare il suo desiderio di morire a casa. L'intervento di Steph si rivela efficace. L'infermiera Villanueva ha trovato una casa ma Lim le chiede di restare qualche settimana. Glassman e Jordan organizzano il matrimonio per Lea e Shaun sul tetto dell'ospedale. Asher saluta i genitori e fanno finalmente pace. Glassman e Shaun riconoscono la loro relazione padre-figlio mentre si preparano, inoltre gli regala le fedi tramandate dai suoi bis-bis-bis nonni. Alla cerimonia presieduta da Andrews e alla presenza dei loro amici, Lea e Shaun si sposano. Morgan svela a Park che vuole il lavoro a New York. Durante il matrimonio la Lim va a prendere altri bicchieri in sala ristoro e trova l'infermiera Villanueva in fin di vita. Quest'ultima cerca di avvertirla che Owen, il suo ex, è ancora lì. La Lim viene pugnalata e il loro destino rimane in sospeso.
- Ascolti Italia: telespettatori 1.065.000 - share 6,90%[16]